# آي أيه آي سرشر
آي أيه آي سرشر (المعروفة أيضًا بالاسم العبري מרומית ميروميت - طائر المستنقعات ، أو رسميًا في إسرائيل باسم חוגלה هوجلا - " أليكتوريس) هي طائرة استطلاع مسيرة طُوّرت في إسرائيل في ثمانينيات القرن الماضي. وفي العقد التالي، حلّت محل طائرات مسطيف ووسكاوت المسيرتين اللتين كانتا في الخدمة آنذاك لدى الجيش الإسرائيلي.

## التصميم

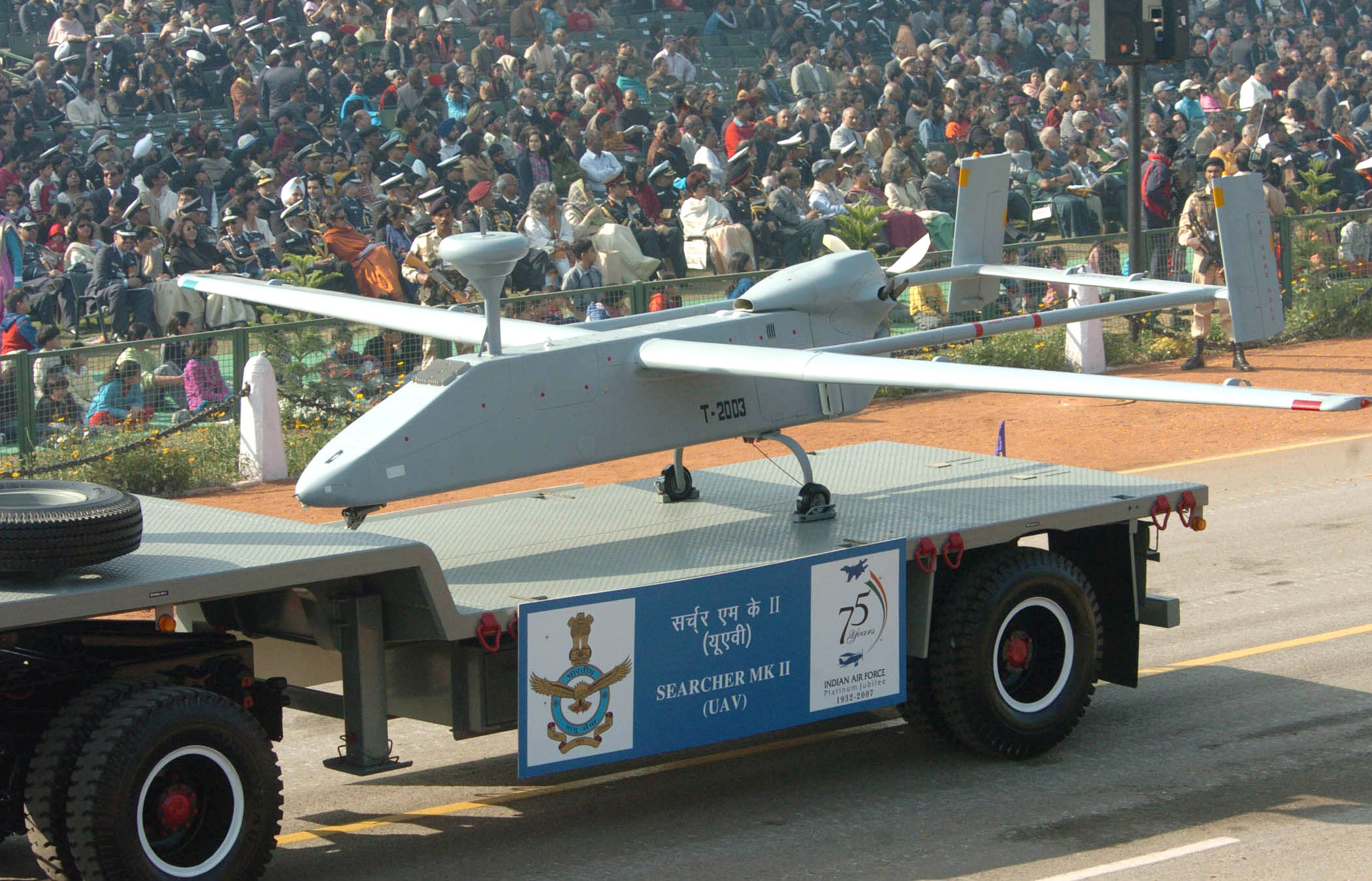
طائرة سيرشر مارك2 تمر عبر طريق راجباث خلال عرض يوم الجمهورية الثامن والخمسين - 2007، في نيودلهي في 26 يناير 2007

تبدو طائرة سيرشر مطابقة تقريبًا لطائرتي سكاوت وبيونير، ولكنهل في الواقع أكثر ضخامة، ويزيد حجمها عن ضعف حجم سكاوت. تعمل الطائرة بمحرك مكبسي 35 كـو (47 حصان). يتميز التصميم الجديد بأنظمة طيران وإلكترونيات استشعار محدثة، مما يمنح الطائرة قدرة طيران أكبر، بالإضافة إلى زيادة في التكرار لتحسين قدرتها على البقاء. بالإضافة إلى إسرائيل، صُدر النظام، وهو قيد الاستخدام حاليًا أو كان قيد الاستخدام في سنغافورة،  وتركيا، بالإضافة إلى تايلاند وروسيا والهند وكوريا الجنوبية وسريلانكا. 

## سجل الخدمة
تُشغّل القوات المسلحة الهندية حوالي 100 طائرة مسيرة طراز سيرشر. بينما يُشغّل الجيش الهندي ما لا يقل عن 25 وحدة من طرازي مارك 1 ومارك 2. تُشغّل القوات الجوية والبحرية الهندية طراز مارك 2 فقط. في 11 ديسمبر 2024، سحبت البحرية الهندية 8 طائرات سيرشر مارك 2 من قاعدتي سرب الطيران البحري الهندي 342 وسرب الطيران البحري الهندي 343 في كوتشي.
استخدم الجيش الإندونيسي طائرات سيرشر مارك 2 المستعارة من القوات الجوية لجمهورية سنغافورة أثناء أزمة رهائن مابندوما عام 1996 للبحث عن مكان الرهائن المحتجزين لدى حركة بابوا الحرة. طلبت وكالة الاستخبارات الاستراتيجية الإندونيسية 4 طائرات سيرشر مارك2 في عام 2006 وسُلمت في عام 2012. جرى شراء الطائرات المسيرة عبر شركة فلبينية.
شاركت طائرات سيرشر في التدريبات الروسية البيلاروسية واسعة النطاق زاباد في سبتمبر 2021.
في 13 مارس 2022، أصدرت وزارة الدفاع الروسية مقطع فيديو يظهر استخدام النسخة الروسية المحدثة في أوكرانيا.

## حوادث التحطم
10 يونيو 2002 - تم إسقاط طائرة سيرشر مارك 2، التي تستخدمها القوات الجوية الهندية للاستطلاع، بواسطة طائرة إف-16 بي تابعة للقوات الجوية الباكستانية باستخدام صاروخ AIM-9L سايدويندر على ارتفاع 13000 قدم. بعد رصدها من وحدات الرصد المتنقلة.
21 نوفمبر 2017 - تحطمت طائرة بحث من طراز مارك 2 تابعة للبحرية الهندية في شمال سفينة جارودا في كوتشي بعد إقلاعها مباشرة في الساعة 10:25 بتوقيت الهند القياسي أثناء مهمة مراقبة روتينية. وقع الحادث بسبب مشاكل فنية.
11 يوليو 2018 - عُثر على طائرة مسيرة روسية من طراز فوربوست في 12 يوليو في حقل بالقرب من قرية برقة، على بعد حوالي 12 كيلومترًا من الجانب الإسرائيلي من مرتفعات الجولان (سوريا) ولكن لم يعلن أي من الأطراف المتحاربة إسقاطها أو خسارتها.
11 مارس 2022 - أُعلن عن إسقاط طائرة روسية بدون طيار من طراز "فوربوست" في منطقة جيتومير. 
18 مارس 2024 - تحطمت طائرة مسيرة من طراز سيرشر مارك 2 تابعة للبحرية الهندية أثناء هبوطها بعد طلعة تدريبية روتينية في قاعدة جارودا الجوية الهندية. لامست الطائرة الأرض على بعد ميل واحد تقريبًا من المدرج في الساعة الخامسة مساءً بتوقيت الهند القياسي. لم تُبلغ عن أي إصابات أو أضرار بالممتلكات. تم إرسال فريق على الفور لتأمين الطائرة المسيرة.

## فوربوست-آر
فوربوست-آر هو اسم المركبة الجوية المسيرة الروسية المطورة استنادًا إلى طائرة البحث الإسرائيلية. في عام 2008 تواصلت روسيا مع إسرائيل لاستيراد طائرات بدون طيار عقب الحرب الروسية الجورجية. ومع رفض إسرائيل تزويدها بطائرات مسيرة مسلحة، توصل الطرفان إلى اتفاق لتزويد روسيا بطائرات سيرشر مارك2.
وفقًا لمقطع فيديو على يوتيوب ومعلومات نشرتها وزارة الدفاع الروسية في 13 مارس 2022 (بعد ثلاثة أسابيع من بدء روسيا غزوها الكامل لأوكرانيا )، استخدمت القوات المسلحة الروسية نسخة مسلحة من Forpost-R لتدمير نظام إطلاق صواريخ متعدد للجيش الأوكراني من ارتفاع 3000 متر باستخدام الصواريخ الموجهة.
وفقًا لمقطع فيديو ظهر على الإنترنت ومعلومات نشرتها وزارة الدفاع الروسية في 21 يونيو 2024، استخدمت القوات المسلحة الروسية نسخة هجومية من طائرة بدون طيار من طراز Forpost-R لقصف المسلحين في سوريا.
في 20 أبريل 2025، ادعت أوكرانيا أنها اعترضت وأسقطت طائرة روسية من طراز "فوربوست" على ارتفاع 4 كم لأول مرة باستخدام طائرة بدون طيار اعتراضية. 